# Jacob Le Duchat
Jacob Le Duchat (1658-1735) est un érudit et philologue français du XVIIIe siècle. Annotateur et éditeur scientifique, il a laissé une édition de référence des œuvres de Rabelais.

## Biographie
Fils de Jacob Le Duchat (1606-1668), huguenot messin originaire de Troyes en Champagne, conseiller du roi et commissaire ordinaire des guerres en Alsace, et de son épouse Élisabeth Allion, Jacob Le Duchat naît le 23 février 1658 à Metz, dans les Trois-Évêchés. Après ses études, il devient avocat, une profession qu’il exerce au parlement de Metz. Le Duchat se consacre aussi à des recherches littéraires, séjournant à l’occasion à Paris, pour publier à Metz la Confession de Sancy, en 1693, une œuvre inédite de d’Aubigné, très bien reçue par le public. La même année, Le Duchat publie le Journal de Henri III. Il édite Satire Ménippée en 1696. Suivant l’émigration messine à Berlin à la suite de la révocation de l'édit de Nantes, il doit quitter la France et se réfugier en Prusse en 1700. Condamné aux galères par contumace pour ses convictions religieuses, ses biens sont confisqués. Nommé assesseur à la justice supérieure française de Berlin par le grand électeur de Prusse en 1702, il est ensuite admis comme conseiller au même tribunal. Cette situation confortable lui permet de publier, à Amsterdam, sa première édition de Rabelais en 1711. Cette édition fut rééditée plusieurs fois, notamment à Paris en 1732. En 1715, Le Duchat devient membre de l’Académie des sciences de Berlin en 1715. En 1726, il publie les Quinze joyes du mariage, le Baron de Foeneste en 1729, et L’Apologie pour Hérodote en 1735. Jacob Le Duchat décède le 23 juillet 1735 à Berlin en Prusse.

## Postérité
Certains de ses ouvrages furent publiés après sa mort, comme Ducatiana ou Remarques de feu M. Jacob Le Duchat sur divers sujets d’histoire et de littérature, publié en 1738, Œuvres du seigneur de Brantôme, avec des remarques historiques et critiques publiées à La Haye en 1740, puis à Londres en 1779, Œuvres de François Villon, publiées à La Haye en 1742.

## Ses publications[5]
- Recueil de diverses pièces servant a l’histoire de Henry III, Roy de France et de Pologne, Pierre Marteau, Cologne, 1699.
- La Famille ridicule, comédie messine, J. Toller, Berlin, 1720 (attribution erronée).
- Œuvres de Maître François Rabelais, avec des remarques historiques et critiques de M. Le Duchat. Nouvelle édition… augmentée de quantité de nouvelles remarques de M. Le Duchat, de celles de l’édition angloise des œuvres de Rabelais, de ses lettres et de plusieurs pièces curieuses et intéressantes, J.-F. Bernard, Amsterdam, 1741.
- Ducatiana, ou Remarques de feu M. Le Duchat sur divers sujets d’histoire et de littérature, P. Humbert, Amsterdam, 1738.